# 師任堂、色の日記
『師任堂、色の日記』（サイムダン いろのにっき、原題：사임당 빛의 일기）は、2017年にSBSで放送された韓国の連続テレビドラマ。主演はイ・ヨンエとソン・スンホンで、タイトル・ロールの申師任堂（シン・サイムダン）をイ・ヨンエが演じた。師任堂は朝鮮王朝時代の著名な画家で、韓国の5万ウォン紙幣に肖像が採用されている人物である。イ・ヨンエは現代の場面における大学の非常勤講師役も演じた。ソン・スンホンが演じたのは朝鮮王朝時代の架空の人物イ・ギョムで、師任堂との愛が描かれる。2017年1月26日から同年5月4日まで毎週水曜と木曜の午後10時から毎回約60分間放送された。全28話。日本向けに編集され、もとの韓国版より長い「完全版」は全30話。
韓国ではドラマ全編の動画がSBSの公式ウェブサイトで無料で公開されている。
イ・ヨンエにとっては本作品が13年ぶりのテレビドラマ出演で、2003年9月から2004年3月まで放送されて大ヒットした『宮廷女官チャングムの誓い』で主人公チャングム役を演じて以来のことになる。

## 登場人物

### 朝鮮王朝時代
シン・サイムダン（申師任堂）
演 - イ・ヨンエ／少女期：パク・ヘス
朝鮮王朝時代の著名な画家。
イ・ギョム（宜城君）
演 - ソン・スンホン／青年期：ヤン・セジョン／少年期：クォン・ビン
図画署の長。
イ・ウォンス
演 - ユン・ダフン
サイムダンの夫。
フィウムダン（チェ氏）
演 - オ・ユナ／少女期：ユン・イェジュ
サイムダンのライバル。
ミン・チヒョン
演 - チェ・チョロ
フィウムダンの夫。
中宗
演 - チェ・ジョンファン
李氏朝鮮の第11代国王。16世紀前半に在位38年間に及ぶ。

### 現代
ソ・ジユン
演 - イ・ヨンエ（朝鮮王朝時代の申師任堂役）
大学講師。専門は朝鮮美術史。
ミン・ジョンハク
演 - チェ・ジョンファン（朝鮮王朝時代の中宗役）
ジユンの指導教授。学界の権威。
ハン・サンヒョン
演 - ヤン・セジョン（朝鮮王朝時代のイ・ギョムの少年期役）
ジユンの協力者になる。
チョン・ミンソク
演 - イ・ヘヨン
ジユンの夫。ファンドマネージャー。
キム・ジョンヒ
演 - キム・ヘスク
ミンソクの母。
コ・ヘジョン
演 - パク・チュンミョン
ジユンの親友。
ソン館長
演 - キム・ミギョン
財閥の運営するギャラリーの館長。
ホ会長
演 - ソン・ミニョン
ソン館長の夫。